# William B. Davis
William Bruce Davis (n. 13 ianuarie 1938, Toronto, Ontario, Canada) este un actor canadian, scenarist și regizor, cel mai cunoscut pentru rolul său Fumătorul din serialul Dosarele X. În 2012 apare într-un rol secundar în serialul Continuum (ca inventatorul Alec Sadler din 2077).
În timp ce era implicat în filmările serialului Dosarele X, Davis era atacat constant de fanii serialului deoarece nu credea în paranormal și în existența extratereștrilor.   Davis a menționat că Barry Beyerstein și Committee for Skeptical Inquiry (CSI) l-au introdus în comunitatea scepticilor.

## Filmografie

### Film
| Anul | Titlu                          | Rol                       | Note                      |
| ---- | ------------------------------ | ------------------------- | ------------------------- |
| 1983 | The Dead Zone                  | Ambulance Driver          |                           |
| 1985 | The Cuckoo Bird                | Ted                       | Film de televiziune       |
| 1985 | Head Office                    | University Dean           |                           |
| 1987 | Deadly Deception               | Lawyer                    | Film de televiziune       |
| 1987 | Sworn to Silence               | Peter Massio              | Film de televiziune       |
| 1987 | The Little Match Girl          | Dr. Sam Easton            | Film de televiziune       |
| 1989 | Beyond the Stars               | Hal Simon                 |                           |
| 1989 | Matinee                        | Heath Harris              | Film de televiziune       |
| 1989 | Look Who's Talking             | Drug Doctor               |                           |
| 1990 | Anything to Survive            | Dr. Reynolds              | Film de televiziune       |
| 1990 | It                             | Mr. Gedreau               | Film de televiziune       |
| 1991 | Omen IV: The Awakening         | Lawyer (uncredited)       | Film de televiziune       |
| 1991 | The Hitman                     | Dr. Atkins                |                           |
| 1992 | Diagnosis Murder               | Marvin Parkins            | Film de televiziune       |
| 1994 | Heart of a Child               | Vern                      | Film de televiziune       |
| 1994 | Beyond Suspicion               | Capt. Dick Roth           | Film de televiziune       |
| 1994 | Don't Talk to Strangers        | Huddleston                | Film de televiziune       |
| 1995 | Dangerous Intentions           | Group Leader              |                           |
| 1995 | Not Our Son                    | Police Chief (uncredited) | Film de televiziune       |
| 1995 | Circumstances Unknown          | Gene Reuschel             | Film de televiziune       |
| 1995 | Courting Justice               | Dr. Alexander             | Film de televiziune       |
| 1996 | Unforgettable                  | Dr. Smoot                 |                           |
| 1996 | The Limbic Region              | Teacher                   | Film de televiziune       |
| 1998 | The X-Files                    | The Smoking Man           |                           |
| 1998 | The Last Tzaddik               | Mr. Drazien               | Film de scurtmetraj       |
| 1998 | Voyage of Terror               | Dr. Norman Ellisy         | Film de televiziune       |
| 1999 | Murder Most Likely             | Detective Inspector       | Film de televiziune       |
| 2000 | Perpetrators of the Crime      | Henderson                 |                           |
| 2000 | Killing Moon                   | Ed                        | Film de televiziune       |
| 2000 | Becoming Dick                  | Dr. Hardwin               | Film de televiziune       |
| 2001 | The Proposal                   | Agent Frank Gruning       |                           |
| 2001 | Out of Line                    | Russell                   |                           |
| 2001 | Mindstorm                      | Parish                    |                           |
| 2001 | Jay and Silent Bob Strike Back | The Smoking Man           | Uncredited                |
| 2001 | Andhrax                        | Tye Crow                  |                           |
| 2002 | Polished                       | Phillip                   | Film de scurtmetraj       |
| 2002 | Aftermath                      | Deputy Director Edwards   |                           |
| 2002 | Damaged Care                   | Dr. Sam Verbush           | Film de televiziune       |
| 2002 | Body & Soul                    | Dr. Edward A. Esseff      |                           |
| 2002 | Saint Sinner                   | Father Michael            | Film de televiziune       |
| 2002 | 100 Days in the Jungle         | N/A                       | Film de televiziune       |
| 2003 | Broken Saints                  | Benjamin Palmer           |                           |
| 2003 | Arbor Vitae                    | Old Soul                  | Film de scurtmetraj       |
| 2003 | Word of Honor                  | Lewis Kaplan              | Film de televiziune       |
| 2004 | Snakehead Terror               | Doc Jenkins               |                           |
| 2004 | The Cradle Will Fall           | Dist. Atty. Alex Myerson  | Film de televiziune       |
| 2004 | Lyon King                      | Finance Minister          | Film de scurtmetraj       |
| 2004 | Packing Up                     | Jenkins                   | Film de scurtmetraj       |
| 2005 | The Cost of Living             | Mark Mortinson            | Film de scurtmetraj       |
| 2005 | The Last Round                 | Mitchell                  |                           |
| 2005 | Max Rules                      | Rick Brinkley             |                           |
| 2005 | Dark Pines                     | Shannon Fraser            | Film de televiziune       |
| 2006 | The Janitors                   | Harvey                    | Film de scurtmetraj       |
| 2006 | Dark Storm                     | General Killion           | Film de televiziune       |
| 2006 | Her Fatal Flaw                 | Richard O'Brien           | Film de televiziune       |
| 2006 | Sisters                        | Dr. Bryant                |                           |
| 2006 | The Secret of Hidden Lane      | Judge Landers             | Film de televiziune       |
| 2007 | The Messengers                 | Colby Price               |                           |
| 2007 | Judicial Indiscretion          | Senator Garland Wolf      | Film de televiziune       |
| 2007 | Numb                           | Peter Milbank             |                           |
| 2008 | The Femme Fatale               | Sam                       | Video Film de scurtmetraj |
| 2008 | A Pickle                       | Mack                      | Film de scurtmetraj       |
| 2008 | Passengers                     | Jack                      |                           |
| 2008 | Reverse                        | Chris                     | Film de scurtmetraj       |
| 2009 | Possession                     | Dr. Creane                |                           |
| 2009 | Something Evil Comes           | Mr. Dutton                | Film de televiziune       |
| 2009 | The Shortcut                   | Benjamin Hartley          |                           |
| 2009 | The Thaw                       | Ted                       |                           |
| 2009 | Damage                         | Veltz                     |                           |
| 2009 | Web of Desire                  | Dr. Charles Friedman      | Film de televiziune       |
| 2010 | Blob                           | The Boss                  | Film de scurtmetraj       |
| 2010 | Medium Raw: Night of the Wolf  | Dr. Robert Parker         | Film de televiziune       |
| 2010 | Flowers for Norma              | Older Gentleman #2        | Film de scurtmetraj       |
| 2010 | Amazon Falls                   | Calvin                    |                           |
| 2011 | Goose on the Loose             | Alphonse David            |                           |
| 2011 | Behemoth                       | William Walsh             | Film de televiziune       |
| 2011 | Rise of the Damned             | Doctor                    |                           |
| 2012 | The Tall Man                   | Sheriff Chestnut          |                           |
| 2012 | The Package                    | Dr. Willhelm              |                           |
| 2013 | Stonados                       | Ben                       | Film de televiziune       |
| 2013 | Singularity Principle          | Lawrence Cason            |                           |
| 2014 | Focus                          | Mr. Grant                 |                           |
| 2016 | Residue                        | Lamont                    |                           |
| 2016 | Abduct                         | Zane                      |                           |
| 2016 | 2BR02B: To Be or Naught to Be  | Granddad                  | Film de scurtmetraj       |
| 2017 | Death Note                     | Radio Host                |                           |
| 2018 | Game Over, Man!                | Ray Security              |                           |

### Televiziune
| Anul                  | Titlu                                        | Rol                        | Note                                             |
| --------------------- | -------------------------------------------- | -------------------------- | ------------------------------------------------ |
| 1984                  | SCTV Channel                                 | Man on the phone           | Episodul: "Half Wits Save the World Parade"      |
| 1986                  | The Beachcombers                             | Dave Douglas               | Episodul: "Trial Balloon"                        |
| 1987                  | Danger Bay                                   | Norris                     | Episodul: "High Five"                            |
| 1987                  | Airwolf                                      | "Company" official         | 4 episoade                                       |
| 1987                  | 21 Jump Street                               | Mr. Wiedlin                | Episodul: "Mean Streets and Pastel Houses"       |
| 1988                  | Captain Power and the Soldiers of the Future | Arvin                      | Episodul: "Judgement"                            |
| 1988                  | Danger Bay                                   | Jack Kane                  | Episodul: "Racing Against Time"                  |
| 1988                  | 21 Jump Street                               | Mr. Wickenton              | Episodul: "Champagne High"                       |
| 1988                  | Wiseguy                                      | Curant                     | Episodul: "The Merchant of Death"                |
| 1989                  | Wiseguy                                      | Inspector #2               | Episodul: "People Do It All the Time"            |
| 1991                  | 21 Jump Street                               | Judge Harrison             | Episodul: "Crossfire"                            |
| 1991                  | MacGyver                                     | Judge                      | Episodul: "Trail of Tears"                       |
| 1991                  | The Commish                                  | Don Chesley                | 2 episoade                                       |
| 1992                  | Street Justice                               | Badgely                    | Episodul: "Homecoming"                           |
| 1992                  | Nightmare Cafe                               | Doctor                     | Episodul: "Sanctuary for a Child"                |
| 1993                  | North of 60                                  | Inspector Nelson           | Episodul: "Out of the Blue"                      |
| 1993–2002, 2016, 2018 | The X-Files                                  | The Smoking Man            | 41 episoade                                      |
| 1995                  | Sliders                                      | Prof. Myman                | Episodul: "Eggheads"                             |
| 1995                  | The Outer Limits                             | Ed                         | Episodul: "The Conversion"                       |
| 1996                  | Poltergeist: The Legacy                      | Dr. Bill Nigel             | Episodul: "Do Not Go Gently"                     |
| 1996                  | The Outer Limits                             | John Wymer                 | Episodul: "Out of Body"                          |
| 1999                  | Mentors                                      | Sir Arthur Conan Doyle     | Episodul: "The Truth Is in Here"                 |
| 2000                  | The Fearing Mind                             | Michell Cofax              | Episodul: "Gentlemen Caller"                     |
| 2001                  | First Wave                                   | Sagon                      | Episodul: "Checkmate"                            |
| 2001                  | The Outer Limits                             | Dr. Biemler                | Episodul: "Worlds Within"                        |
| 2001                  | Mythquest                                    | Head Priest                | Episodul: "The Oracle"                           |
| 2001                  | Andromeda                                    | Professor Logitch          | Episodul: "Pitiless as the Sun"                  |
| 2003                  | Smallville                                   | Mayor William 'Billy' Tate | 2 episoade                                       |
| 2004                  | Kingdom Hospital                             | Dean Swinton               | Episodul: "The Young and the Headless"           |
| 2004                  | Murdoch Mysteries                            | Alderman Godfrey Shepcote  | Episodul: "Expect the Dying"                     |
| 2005                  | Tilt                                         | Father Mike                | Episodul: "Nobody Ever Listens"                  |
| 2005                  | Robson Arms                                  | Dr. Carlisle Wainwright    | 10 episoade                                      |
| 2005–2006             | Stargate SG-1                                | Ori Prior Damaris          | 2 episoade                                       |
| 2006                  | Supernatural                                 | College Professor          | Episodul: "Scarecrow"                            |
| 2006                  | Canadian Comedy Shorts                       | Finance Minister           | Episodul: "Episode #10.9"                        |
| 2007                  | Masters of Science Fiction                   | The President              | Episodul: "The Awakening"                        |
| 2008                  | Fear Itself                                  | Father Chris               | Episodul: "In Sickness and in Health"            |
| 2009                  | Caprica                                      | Minister Chambers          | Episodul: "Pilot"                                |
| 2010                  | Human Target                                 | Whitey Doyle               | Episodul: "Run"                                  |
| 2012–2014             | Continuum                                    | Older Alec Sadler          | 8 episoade                                       |
| 2013-14               | R.L. Stine's The Haunting Hour               | Plumberg Grandfather       | Episodul: "Bad Egg" Episode: "Grandpa's Glasses" |
| 2013-14               | Signed, Sealed, Delivered                    |                            | Episodul: "Truth Be Told"                        |
| 2015                  | Signed, Sealed, Delivered                    |                            | Episodul: "The Impossible Dream"                 |

## Legături externe
- William B. Davis la Internet Movie Database